# 飯塚康一
飯塚康一（1965年3月10日—），日本男性音響監督、電台節目導播、電台主持人。

## 人物
飯塚早年從KSS的職員時期開始擔任與相關公司合作的動畫作品音響監督一職、和負責電台節目導播的工作，除此之外，他曾經和上司、製作人大宮三郎2人一起擔任戶外的活動主持人。
後來KSS因為完全從動畫市場撤退，所以飯塚跟以前也是大宮的屬下、負責音響製作一職的佐藤晴央2人一起移籍至TRINET ENTERTAINMENT。
2004年至2007年，飯塚跟大宮2人一起在網路電台音泉主持電台節目。
2006年，飯塚參加動畫《嬌蠻之吻Cool×Sweet》的製作之後短暫離開動畫業界一段時間，但在2008年於日本播出的英國動畫《湯瑪士小火車》時重返動畫業界。
目前以HALF H·P STUDIO負責音響製作的動畫作品，擔當音響監督一職為主業。

## 音響監督擔當作品

### KSS
- 下級生（電視動畫）
- YU-NO 在這世界盡頭詠唱愛的少女（OVA）
- 漫畫派對 (第2期)（OVA、電視動畫版第1話～第4話）
- Refrain Blue（OVA）
- HAPPY★LESSON系列
  - HAPPY★LESSON（OVA）
  - HAPPY★LESSON THE TV（電視動畫）
  - HAPPY★LESSON ADVANCE（電視動畫）
  - HAPPY★LESSON THE FINAL（OVA）
- Happy World！（日语：Happy World!）（OVA）
- （OVA）
- 夏色的砂時計（OVA）
- Phantom -PHANTOM THE ANIMATION-（OVA）
- Wind -a breath of heart-（OVA）

### TRINET ENTERTAINMENT
- 愛情泡泡糖
- W ～Wish～
- 美少女學園
- 出雲戰記
- 機動新撰組 萌之劍 TV
- 學園快樂七福神 ～The 電視漫畫～（日语：はっぴぃセブン）
- 彈珠汽水
- 鍵姬物語 永久愛麗絲輪舞曲（日语：鍵姫物語 永久アリス輪舞曲）
- 吉永家的石像怪
- 嬌蠻之吻 cool×sweet

### HALF H·P STUDIO
- 柳瀨嵩童話劇場（日语：やなせたかしメルヘン劇場）
- 卡片鬥士翔
- 棒球大聯盟[注 2]。
- 魔法少女奈葉ViVid
- Spiritpact（日语：Spiritpact）
- 100%帕斯卡老師（電視動畫）
- 新黑色推銷員
- 見習神仙精靈[注 3]。

## 演出擔當作品
- 湯瑪士小火車（2008年～）
- Care Bears（英语：Care Bears）
- 魚樂圈
- 熊熊遇見你
- 花園牆外

## 音響製作人擔當作品
- 我們的意亂情迷不歸路（日语：ぼくはこのまま帰らない）
- THE Rapeman（日语：THE レイプマン）
- Idol Project（日语：アイドルプロジェクト）
- 火焰之紋章 紋章之謎
- 超人學園（日语：超人学園ゴウカイザー）
- LEGEND OF BASARA
- To Heart（電視動畫）
- 漫畫派對 (第1期)
- 青檸色之戰奇譚（OVA、電視動畫）
- 妖精姬蓮恩（日语：妖精姫レーン）（OVA）
- 龍機傳承（OVA）
- KIZUNA -絆- 虛驚一場的誤會
- 銀河美少女 Hearts

## 其它
電視動畫
- 愛天使傳說（擔當音響製作）
- 幻想魔傳 最遊記（擔當音響製作）※與塚田政宏連名。

OVA
- 黃金小子（擔當音響）
- 火宵之月 ～秋狂言～（日语：火宵の月）（擔當音響製作）

電影動畫
- 歡迎來到Pia Carrot!! -沙耶香的戀愛物語-（錄音監督）

## 電台節目導演
- AMUSE STATION（日语：アミューズステーション）（關西電台）

## 腳註

## 外部連結
- （日語）[]
- （日語）－節目官方網站。
- 飯塚康一的X（前Twitter） （日語）